# Paraíso das Águas (kommun)
Paraíso das Águas är en kommun i Brasilien.   Den ligger i delstaten Mato Grosso do Sul, i den södra delen av landet, 700 km sydväst om huvudstaden Brasília.
Följande samhällen finns i Paraíso das Águas:
- Paraíso das Águas

Trakten runt Paraíso das Águas består till största delen av jordbruksmark. Trakten runt Paraíso das Águas är nära nog obefolkad, med mindre än två invånare per kvadratkilometer.